# Four Roses

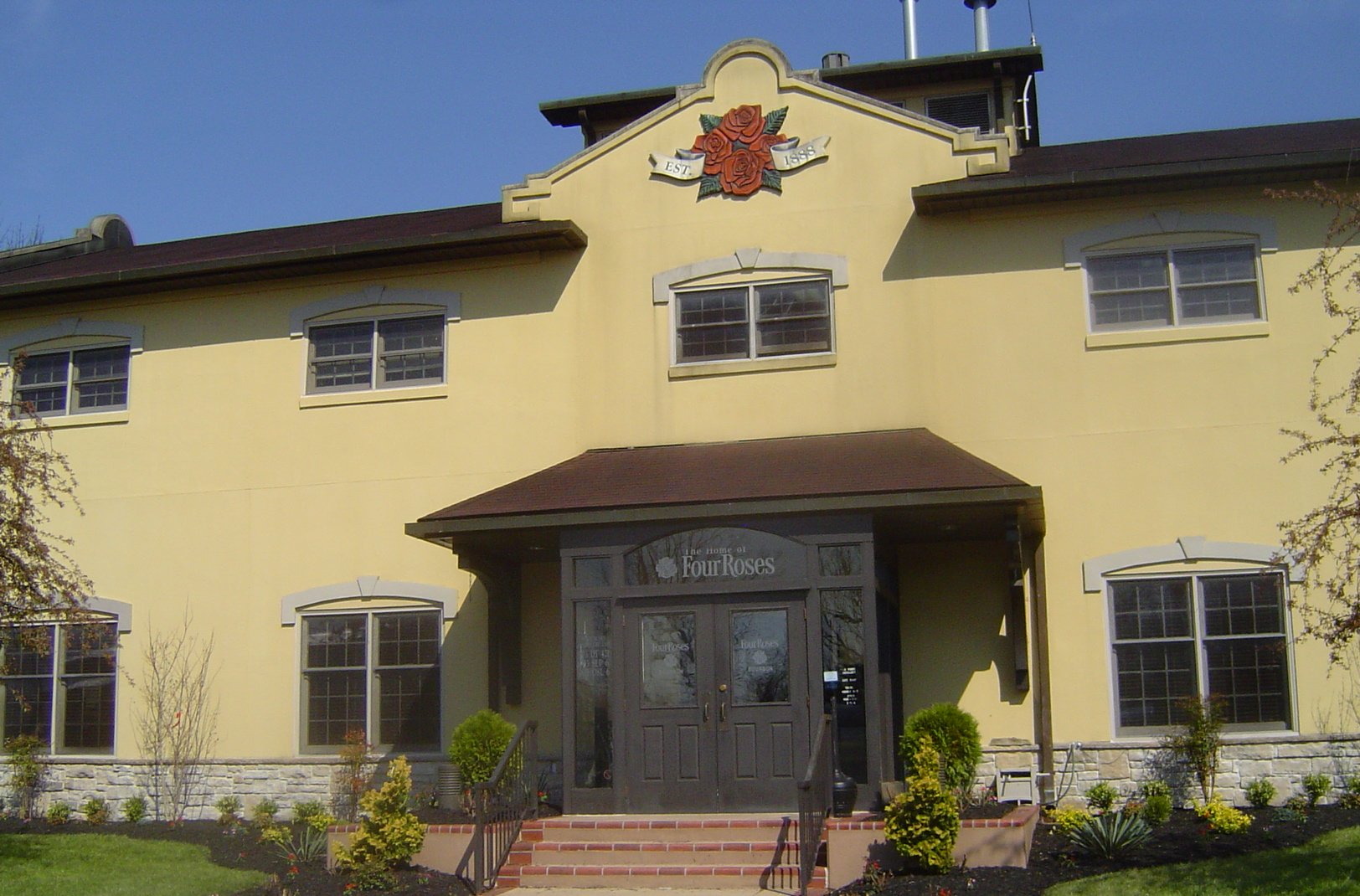
Hauptgebäude der Destillerie Four Roses

Four Roses ist eine US-amerikanische Bourbon-Whiskey-Marke, die in der Four-Roses-Destillery in Lawrenceburg, Kentucky hergestellt wird. Four Roses ist seit 2002 im Besitz der Kirin Brewery Company.
Four Roses Bourbon ist ungewöhnlich, da er aus insgesamt zehn verschiedenen Straight Bourbons geblendet wird, die in der Destillerie in Lawrenceburg hergestellt werden. Die meisten anderen Bourbon-Brennereien verwenden für jeden Whiskey nur ein Rezept und mischen Whiskeys verschiedener Alters und aus verschiedenen Fässern um einen gleichbleibenden Geschmack zu erreichen. Neben Four Roses werden in der Destillerie auch Whiskeys für Blended Whiskeys (wie den Seven Crown von Seagram’s) hergestellt, zeitweise wurde dort auch Bulleit Whiskey für Diageo produziert. Der Name geht auf die Familie Rose zurück, die ursprünglich Four Roses Whiskey herstellte.

## Geschichte
Eine Destillerie namens Four Roses wurde 1886 von Mitgliedern der Familie Rose in Kentucky gegründet. 1888 kaufte Paul Jones jr. die Marke und gliederte sie in sein Geschäft ein.
Der in Georgia lebende Jones war im Alkohol- und Tabakhandel aktiv und hatte dort bereits eine kleine Destillerie. Nachdem Georgia 1886 Alkohol verbot, siedelte Jones nach Louisville, Kentucky, dem damaligen Zentrum der Bourbon-Produktion über. Jones stellte Paul Jones Whiskey und Four Roses her. 1902 schloss Jones sein Unternehmen mit mehreren anderen Brennern zur Frankfort Distillery zusammen, deren Sitz und Destillerie in Frankfort, Kentucky lag. Als 1920 in den Vereinigten Staaten der Alkoholverkauf verboten wurde, hatte die Frankfort Distillery (mit den Marken Old Oscar Pepper, Mattingly and More und Antique) die Lizenz „medizinischen Whiskey“ verkaufen zu dürfen. Zeitweise verkaufte Frankfort Destillery ein Viertel alles des in den USA verkauften Alkohols.
Nachdem 1928 nicht nur der Verkauf von Altbeständen, sondern auch die Herstellung medizinischen Whiskeys erlaubt wurde, kaufte Jones sich bei der Stitzel-Weller Distillery ein, da Frankfort Distillery kein eigenes Destilleriegebäude hatte. In den Jahren nach der Prohibition war Four Roses der bestverkaufte Bourbon der USA. Gleichzeitig begann das kanadische Unternehmen Seagram in den US-amerikanischen Spirituosenmarkt einzukaufen und errichtete direkt nach dem Ende der Prohibition eine Destillerie in Lawrenceburg, Indiana, die heutige MGP Distillery und kauften in den folgenden Jahren noch ein Dutzend kleinerer US-amerikanischer Hersteller auf.
Nach dem Tod von Lawrence Jones 1943 kaufte Seagram Frankfort Distillers, die zu dieser Zeit insgesamt fünf verschiedene Destillerien, darunter Four Roses und Old Prentice, in deren Gebäude heute Four Roses hergestellt wird, besaßen. Zu dieser Zeit stellten die amerikanischen Destillerien Industriealkohol für den Militärbedarf im Zweiten Weltkrieg her. Nach dem Ende des Zweiten Weltkriegs zentralisierte Seagram seine Produktion in der Destillerie in Indiana und einem von ihnen gekauften Destilleriegebäude in Lawrenceburg, Kentucky – der heutigen Four Roses Distillery. Die Tatsache, dass beide Destillerien in Orten namens Lawrenceburg lagen, sorgte in der gesamten Zeit des Bestehens von Seagram für Verwirrungen und Verwechslungen.
Besonders auf dem europäischen und japanischen Markt war Four Roses Straight Bourbon eine bedeutende Marke. Four Roses war in Europa und Japan nach Jim Beam und Jack Daniel's die populärste Bourbon-Marke und machte den Whiskey-Stil mit bekannt. In den USA selbst kam Four Roses nur als sehr preiswerter Blended Whiskey auf den Markt und hatte einen relativ schlechten Ruf. Einzig in Kentucky und Indiana, in den Regionen rund um die Seagrams-Distilleries kam der Yellow Label Straight Bourbon in die Geschäfte, um wenigstens den Mitarbeitern der Destillerien dort den Kauf des Straight Bourbons zu ermöglichen.
Nach der Übernahme der Seagram-Gruppe durch Vivendi wurde die Destillerie im Jahr 2002 von einem langjährigen Seagram-Geschäftspartner der japanischen Kirin Brewery Company aufgekauft. Nachdem der Straight Bourbon vierzig Jahre lang nicht in den USA erhältlich war, führte Kirin ihn auch dort wieder ein. Über die Entstehung des Namens gibt es mehrere Versionen, wovon die Brennerei besonders eine mit einem romantischen Heiratsantrag für ihr Marketing benutzt. In dieser Erzählung symbolisiert ein Strauß aus vier Rosen ein Ja als Antwort auf einen Heiratsantrag von Paul Jones Jr., obwohl er in der Wirklichkeit nie verheiratet war.  Vermutlich geht der Name aber einfach auf die Familie Rose zurück, die die Destillerie ursprünglich gründete.

## Destillerie
Das heutige Destillerie-Gebäude im Mission-Revival-Stil geht auf einen Vorgängerbau aus dem Jahr 1818 zurück. Joe „Old Joe“ Payton errichtete in der Nähe des heutigen Four-Roses-Gebäudes eine Destillerie. Diese verkaufte er an die Hawkins-Familie, die wiederum 1855 an der Stelle der Four-Roses-Destillerie ein erstes Destilleriegebäude errichtete und dieses sowie den dort gebrannten Whiskey Old Prentice nannten. Die Destillerie wechselte in den folgenden Jahrzehnten mehrfach den Eigentümer, bevor sie 1909 niederbrannte. Die damaligen Eigentümer, die Brüder Ripy bauten sie wieder auf und errichteten das heute noch existierende Gebäude. Die Destillerie und die ehemalige Old Joe Destillerie wechselten weiterhin häufig die Eigentümer und fungierten zeitweise unabhängig voneinander und zeitweise als ein Unternehmen. Während der Prohibition stellten sie den Betrieb ein, bis sie nach dem Zweiten Weltkrieg von Seagram gekauft wurden.
Das heutige Gebäude existiert seit 1910 und ist im National Register of Historic Places aufgenommen. Eröffnet wurde die Destillerie als Old Prentice Distillery, umgangssprachlich in der Gegend wird sie weiterhin als Old Prentice oder Old Joe bezeichnet. Sie trägt den Namen Four Roses erst seit 1986. Das Gebäude orientiert sich dabei in seinem Aussehen an den spanischen Missionsstationen des 18./frühen 19. Jahrhunderts in Kalifornien. Warum das Gebäude in diesem Stil errichtet wurde, ist unbekannt. Kentucky war nie ein Gebiet der spanischen Mission, und auch das Revival des Stils im 19. und frühen 20. Jahrhundert hatte seinen Schwerpunkt weit entfernt von Kentucky im Südwesten der USA.
Die Destillerie liegt nur wenige Fahrminuten von der Wild-Turkey-Destillerie entfernt. Lagerung und Abfüllung in Flaschen erfolgt in Cox's Creek, Kentucky etwa eine Fahrstunde von Lawrenceburg entfernt. Die Lagerhäuser für Whiskey, die sich direkt neben dem Four-Roses-Gelände befinden gehören tatsächlich zu Wild Turkey. Seit 2004 existiert auch ein Besucherzentrum und ein Shop. Die Destillerie liegt am Kentucky Bourbon Trail.

## Herstellung
Bourbon-Destillerien haben im Normalfall für Bourbon ein Rezept und eine Getreidemischung aus der sie den Whiskey destillieren. Um einen möglichst konstanten Geschmack zu erreichen, mischen sie die Whiskeys verschiedener Fässer, die eventuell verschieden lang gelagert sind, bevor sie den Bourbon in Flaschen abfüllen. Die Four-Roses-Destillerie geht einen anderen Weg, indem sie mehrere Grundrezepte für Straight Bourbon hat und diese verschiedenen Straight Bourbons miteinander mischt, bevor sie als Four Roses abgefüllt werden.
Aus zwei verschiedenen Getreidemischungen und fünf unterschiedlichen Hefen werden zehn Whiskeys gebrannt, die anschließend getrennt voneinander in neuen amerikanischen Weißeichenfässern lagern. Die fünf Hefestämme stammen aus den fünf Destillerien, die Seagram 1943 kaufte. Während es sich bei einer Getreidemischung (75 % Mais, 20 % Roggen, 5 % Malz) um eine Mais-/Roggen-Mischung handelt, die relativ typisch für Bourbon ist, hat die andere Mischung (60 % Mais, 35 % Roggen, 5 % Malz) einen deutlich höheren Roggenanteil, was dem Whiskey einen strengeren und herzhafteren Geschmack gibt.  Four Roses ist dabei der einzige größere Bourbonhersteller, dessen Lagerhäuser nur eine Ebene haben, um alle Whiskeys möglichst gleichartig zu lagern. Zudem erleichtert dies Ein- und Ausräumen der Fässer. Nach fünf bis zehn Jahren werden die Fässer bei der Abfüllung zu unterschiedlichen Charakteren kombiniert. Four Roses Whiskey besteht dabei im Normalfall aus Whiskeys, die 5½ bis 10 Jahre gelagert worden sind.

## Produkte

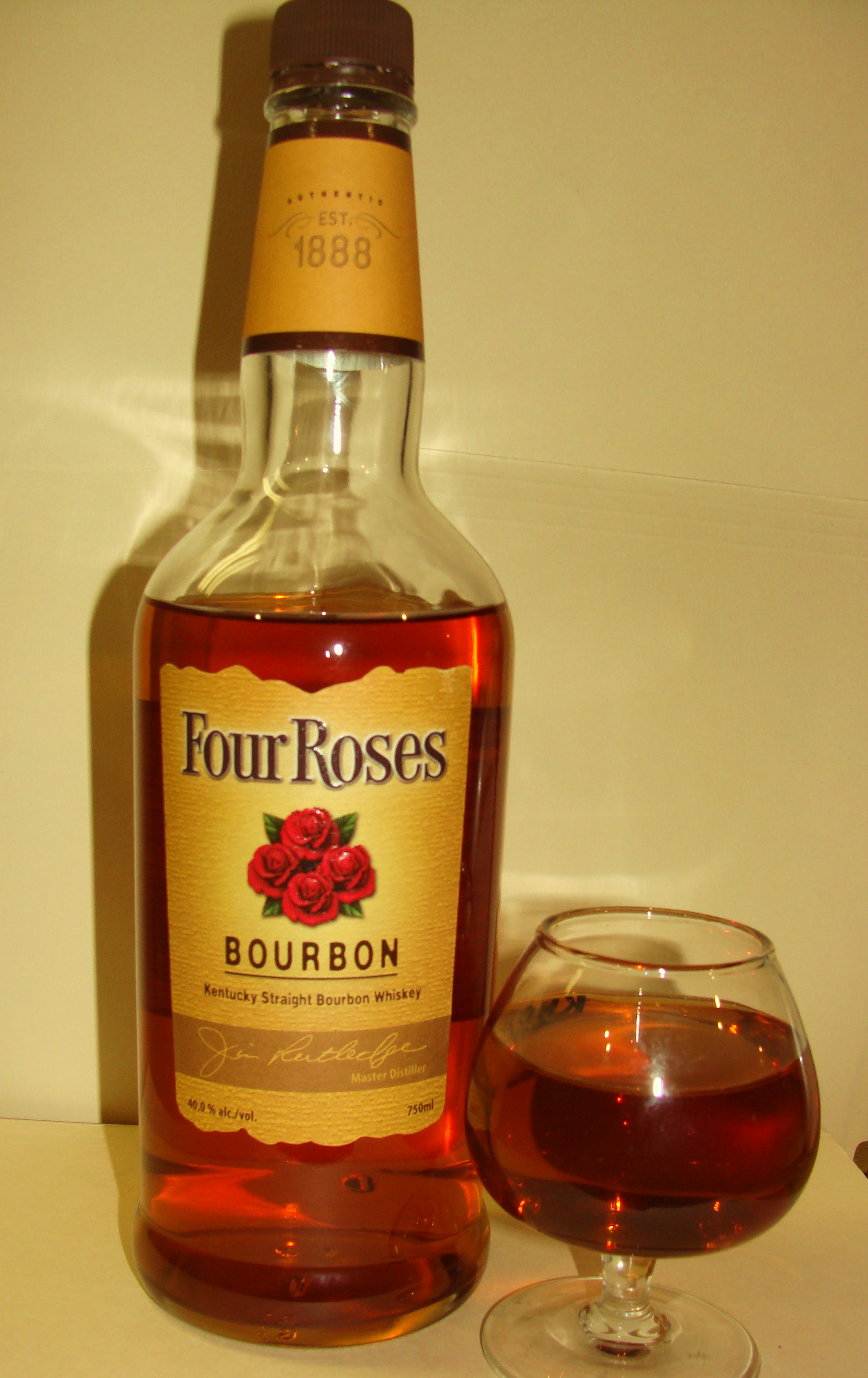
Four Roses Whiskey

Four Roses produziert sowohl Kentucky Straight Bourbon als auch Blended Whiskey.
Es werden sechs verschiedene Sorten Whiskey vertrieben:
- Yellow Label (40 % Alkohol, altert 5 bis 6 Jahre, hergestellt aus allen zehn bei Four Roses produzierten Whiskeys)
- Small Batch 90° (Der Small Batch besteht im Schnitt aus 19 Fässern.)
- Single Barrel 100°
- Single Barrel 86°
- Platinum
- Black Label

Pernod Ricard ist seit 2002 Vertriebspartner für den Four Roses Kentucky Straight Bourbon Whiskey Yellow Label und seit Juli 2009 auch mit dem Four Roses Single Barrel auf dem deutschen Markt vertreten.
Im Auftrag von Diageo produziert die Four-Roses-Destillerie auch Bulleit-Bourbon.